# Myrcia amapensis
Myrcia amapensis är en myrtenväxtart som beskrevs av Mcvaugh. Myrcia amapensis ingår i släktet Myrcia och familjen myrtenväxter. Inga underarter finns listade i Catalogue of Life.